# Wes Hoolahan
Wesley „Wes“ Hoolahan (* 20. Mai 1982 in Dublin) ist ein irischer Fußballspieler.

## Vereine

### FC Shelbourne
Wes Hoolahan begann seine Spielerlaufbahn im Jahr 2000 in Irland. Mit dem in seiner Geburtsstadt Dublin ansässigen FC Shelbourne gewann er 2002, 2003 und 2004 drei irische Meistertitel in Serie. Im Januar 2006 entschied er sich für einen Wechsel zum schottischen Erstligisten FC Livingston. Der Start für seinen neuen Verein verlief wenig erfolgreich: Livingston stieg am Saisonende als Tabellenletzter aus der Scottish Premier League 2005/06 ab. Auch in der folgenden Spielzeit in der zweitklassigen Scottish First Division agierte der Verein nicht wie erhofft und verpasste den direkten Wiederaufstieg deutlich. Wes Hoolahan verbrachte die Saison 2006/07 jedoch auf Leihbasis beim englischen Drittligisten FC Blackpool.

### FC Blackpool
Mit seiner neuen Mannschaft stellte sich dafür umso schneller der Erfolg ein. Blackpool erreichte einen dritten Tabellenrang hinter Scunthorpe United und Bristol City und setzte sich in den anschließenden Play-offs gegen Oldham Athletic und Yeovil Town durch und erreichte so den Aufstieg in die zweitklassige Football League Championship. Hoolahan (42 Spiele / 8 Tore) profilierte sich als Stammspieler und erreichte so eine Verpflichtung auf fester Vertragsbasis. Die Saison in der Football League Championship 2007/08 verlief für den Aufsteiger zufriedenstellend, indem die Mannschaft mit Platz 19 den Klassenerhalt erreichte. Hoolahan (45/5) war erneut eine wichtige Stütze der Mannschaft und trug seinen Teil zum Erfolg bei. Nach der Spielzeit entschied sich Hoolahan zu einem weiteren Vereinswechsel zu Norwich City.

### Norwich City
In Norwich musste Hoolahan wieder einen Rückschlag in seiner Karriere hinnehmen. Der Verein stieg am Saisonende als Drittletzter aus der Football League Championship 2008/09 ab. Hoolahan (32 Spiele / 2 Tore) verletzte sich im März 2009 und verpasste so die entscheidenden Spiele gegen Ende der Saison. Dafür gelang der Mannschaft unter dem neuen Trainer Paul Lambert in der drittklassigen Football League One der direkte Wiederaufstieg in die Championship. Das Team um den starken Wes Hoolahan (37 Spiele / 11 Tore) gewann souverän die Drittligameisterschaft vor Leeds United und dem FC Millwall. Die Rückkehr in die Football League Championship 2010/11 erfuhr in der folgenden Saison eine Steigerung durch die Vizemeisterschaft hinter den Queens Park Rangers. Norwich City erreichte damit nach sechsjähriger Abstinenz die erneute Teilnahme an der höchsten englischen Spielklasse, der Premier League. Wes Hoolahan (41 Spiele / 10 Tore) wurde am Saisonende 2010/11 gemeinsam mit seinem Mitspieler Grant Holt in das PFA Team of the Year der zweiten englischen Liga gewählt. Am Ende der Saison 2017/18 verließ er nach zehn Jahren und 351 Pflichtspielen den Verein.

### West Bromwich Albion
Am 14. September 2018 schloss Hoolahan sich West Bromwich Albion an.

## Irische Nationalmannschaft
Nachdem er 2002 bereits drei Spiele für die irische U-21 bestritten hatte, debütierte Wes Hoolahan am 29. Mai 2008 im Freundschaftsspiel gegen Kolumbien in der irischen A-Nationalmannschaft. Bei der Fußball-Europameisterschaft 2016 stand er im ersten Gruppenspiel der Iren gegen Schweden in der Startaufstellung und erzielte das erste Turniertor des Teams; das Spiel endete 1:1. Bei der 0:3-Niederlage gegen Belgien stand er ebenfalls in der ersten Elf; im entscheidenden Gruppenspiel gegen Italien gab er nach seiner Einwechselung in der Schlussviertelstunde die Flanke, die Robbie Brady zum 1:0 ins Tor köpfte. Im Achtelfinale verlor das Team gegen Frankreich mit 1:2.